# روبرت كاشمان ميرفي
روبرت كاشمان ميرفي (بالإنجليزية: Robert Cushman Murphy)‏ هو عالم طيور وأحيائي ومؤلف أمريكي، ولد في 29 أبريل 1887 في بروكلين في الولايات المتحدة، وتوفي في 20 مارس 1973 في ستوني بروك ، نيويورك في الولايات المتحدة.

## وصلات خارجية
- روبرت كاشمان ميرفي على موقع IMDb (الإنجليزية)